# 熊谷直太

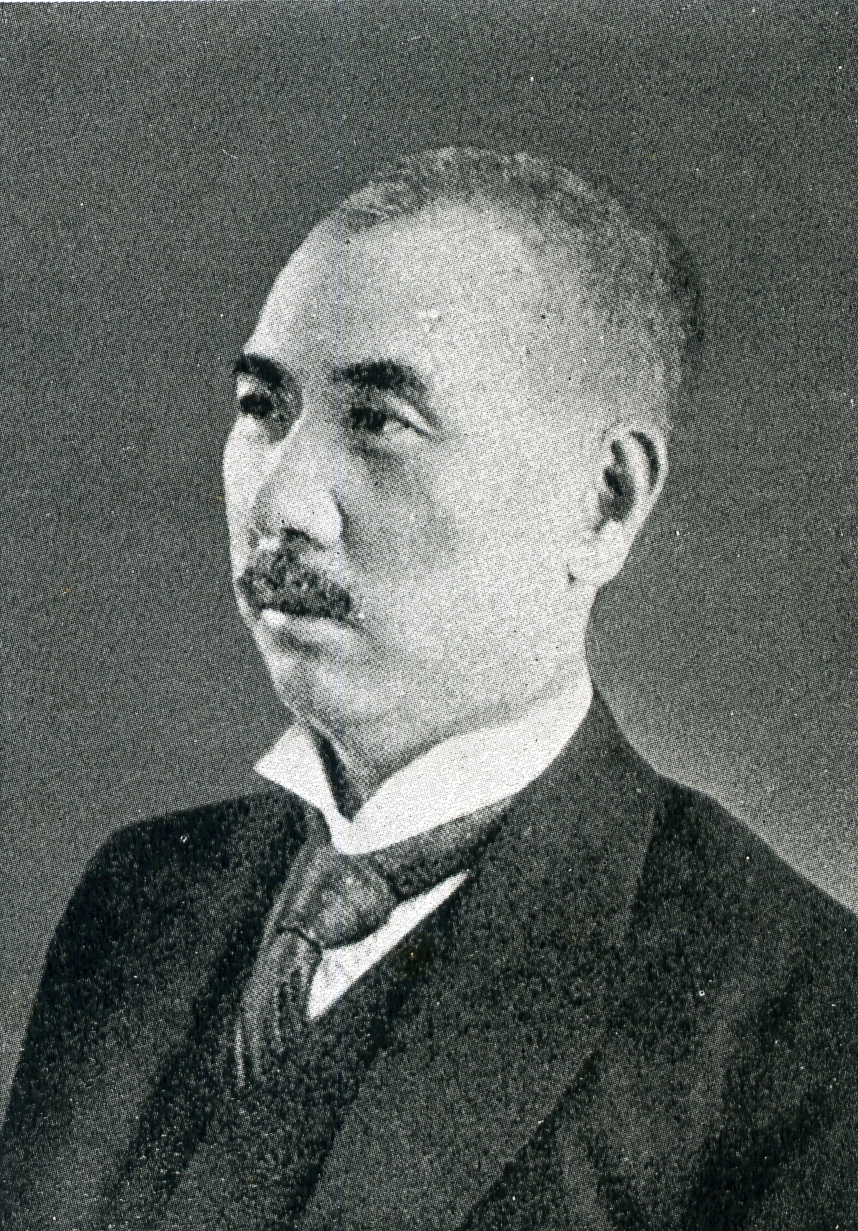
熊谷直太

熊谷 直太（くまがい なおた、1866年8月30日（慶応2年7月21日） - 1945年（昭和20年）2月19日）は、明治から昭和時代初期の政治家。衆議院議員（立憲政友会）。弁護士。弁理士。

## 経歴
熊谷直能の長子として出羽国田川郡番田村（山形県西田川郡稲生村を経て現鶴岡市）で生まれ、酒田で育った。西田川郡中学校（現山形県立鶴岡南高等学校）を卒業し小学校の代用教員となるが、1883年（明治16年）ごろ、庄内地方を訪れた馬場辰猪の自由民権を訴える演説を聞き、上京を志した。当時、郡の費用で5人を東京で学ばせることが決まり、その一人に選ばれた。第一高等中学校を経て、1897年（明治30年）に東京帝国大学法科大学を卒業。司法官試補として前橋地方裁判所に勤務し、前橋地方裁判所判事、東京地方裁判所判事、長崎控訴院判事、東京控訴院判事などを歴任した。1905年（明治38年）に裁判所を退職して、弁護士・弁理士として活動した。
1912年、第11回衆議院議員総選挙で補欠当選。以後、当選9回を数えた。その間、加藤高明内閣と犬養内閣で司法政務次官を務めた。